# SHORT TWIST
『SHORT TWIST』（ショート トゥイスト）は、佐々木淳子による日本のSF漫画作品。
小学館の漫画雑誌『プチフラワー』1988年6月号・7月号に前後編として掲載され、後に単行本化された。
2011年には幻冬舎から『SHORT TWIST 佐々木淳子傑作選』(ISBN 978-4-344-82185-9)が発売され、過去の短編作品や商業誌未発表作品のほか、本作品の続編となる描きおろし作品『LONG TWIST（ロング トゥイスト）』が同時収録されている。

## あらすじ
1988年5月24日
高校2年生の操は、子供の頃から時々記憶が飛ぶことがあり、慣れている家族はそれを「とりっぷ」と呼び、記憶が戻った操に当然のように現在の日時を教えていた。
その朝、操は自分が死にかけている幻を見た。機器の下敷きになっている彼女の周囲には爆発で破壊された装置類、そして青年と黒い肌の人物の死骸があり、赤く点滅するランプも見える。こうしたことは彼女には初めての体験だったが、その間にも現実の時間は3日が過ぎていた。
その日の夕方、学校の校門で、操はアラブ系とも見える見知らぬ青年に声をかけられた。
1988年5月25日
遅い時刻に帰宅する操に、前日の青年が口にした名をもつ少年・巧美が、妙に親しげに近づいてきた。そこへ現れた昨日の青年・レニィが拳銃で襲撃してくるが、剣道有段者の操が撃退する。民家の塀の陰に逃れる2人。巧美は激しい咳の発作に見舞われ、それが治まると、操のことを忘れていた。
つくば学園都市に家がある巧美を操は電車で送るが、彼の父母は7年前に亡くなっており、彼の面倒をみているおばの勧めで、操は彼の家に泊まる。夜中に赤ん坊のように泣き叫ぶ巧美を操が慰めると、巧美は「この間よりかわいい、僕のお嫁さんになるために小さくなったんだね」と言い、呆然とする操の膝を枕に寝付く。再びレニィが襲いに来るが、心配したおばの声を聞くと彼は立ち去った。
1988年5月26日→1995年9月4日
朝に東京へ戻る途中、操は「とりっぷ」し、23歳になっていた。妹の書いた地図を頼りに勤務先の第2シンクトロン研究所へ行くと、見知らぬ青年にいきなり頬にキスをされる。それが巧美の7年後の姿で、2人は恋人同士になっているという。巧美は、1988年5月25日に操が会ったのは17歳・14歳・4歳の自分だったと言う。さらに、5歳の操が20歳の巧美と会い、レニィから自分を守る巧美を「黒い悪魔と戦う白い王子様」として記憶したのだと説明する。
1972年ごろ
直後に操は生後3ヶ月の自分に「とりっぷ」し、思わず母に語りかけてしまい、父母が時々言う「操は赤ん坊の時に変な話し方をした」というのはこのことだったと気付く。
「とりっぷ」とは記憶喪失ではなく、意識だけが別の時代に飛び、その時点の自分の意識を押しのけて入り込むことだった。
1991年？ごろ（操が大学生のころ）
再び「とりっぷ」したとき、女子大生になった操は、夜の屋上でレニィと会うが、彼は17歳の意識となっていた。レニィは交換留学生として日本に来た2年前（1981年）に、車の事故を仕組んで巧美と両親が乗った車を崖下に落としていたが、それは時々自我を押しのけて現れる自分の別人格がやったと気付き、父母が死んだ事故現場から巧美を助け出すものの証拠隠滅のために巧美の絞殺を図り、思いとどまっていた。だから巧美に直接謝罪したいため日本に行きたいと語る。そこへ巧美が現れたため、操はレニィの状態を説明するが、直前に浴びた警備用のライトの光によってレニィは20代半ばの意識に戻り巧美を殺そうとする。そして彼は、「とりっぷ」をする3人とも1996年より先の未来へ行けない、つまりそれ以上未来はないと指摘する。以前見た自分の死と2人の死骸の幻が、事故に巻き込まれた自分たちの最期の姿だと気付く操。レニィは、巧美がやがて行う実験から事故が誘発されてこの事態が起きたと言って巧美を殺そうとする。しかし操が浴びせたライトの光によってレニィの意識は赤ん坊になり、2人は難を逃れた。
1988年5月29日 -
元の時代に戻った操の家に巧美が訪ねてきて、昔から彼の部屋にあった「1988年5月26日に開けろ」と書かれた箱の中のメモを見せた。それは過去の巧美に入った未来の巧美の意識が書いたもので、2人はそれによって詳しい情報を得る。
1988年以降「とりっぷ」の回数が激増するが、それは、もう会えない人々に操を引き合わせ、懐かしい出来事を操に再び体験させた。レニィはたびたび襲ってくるが、未来の巧美が残していくメモによって現在の巧美は防ぐことができた。
1990年4月 -
17歳の巧美は第2シンクトロン研究所に勤め、この事態を解決するための素粒子レベルの研究を始める。1993年11月12日、操の22歳の誕生日に、巧美は自作のブレスレットをプレゼントし、そして操との別れを告げた。
1994年
4月11日、大学を卒業した操は巧美の助手として研究所に採用された。研究は続くが、巧美は開発した装置がこの事態の原因ではないかと考えて装置を破壊してしまう。そして操に薬を買いに行かせ、帰りに操がレニィに引き留められている間に、服薬自殺を図る。入院し一命を取り留めた巧美の意識は4歳になっており、「将来はお嫁さんにしてほしい」と言う操に「考えておく」と答える。20歳に戻った巧美は、未来のない自分を忘れてほしいと請う。しかし2年後に事故が回避できれば約束に答えてくれるだろうからと操は待つことを告げる。
1996年9月22日
自衛隊機が研究所内に墜落し、新型加速器「イゾルデ」のコントロールシステムが破壊され、大爆発の危険が迫る。ヒッグス測定機へ向かう巧美は、操を案じ、プレゼントしたブレスレットの遠隔スイッチを入れると操の体が動かなくなる。現れたレニィはブレスレットを外すが、巧美の意図に気付いて操を縛り上げる。巧美は追ってきたレニィに、加速器が爆発すれば周辺の人々も巻き込まれると訴え、今日の事故が原因となる事故とは限らないと言うが、レニィは今日だと言う。縄をほどいた操が駆けつけると、巧美とレニィは装置群の爆発を避けるため機器を修理していた。操の目に、かつて幻の中で見た赤いランプが映る。それは、生体超微粒子（バイオクォーク）α・βがイゾルデ内に流れることを知らせるランプであり、イゾルデの破壊と同時に空間を満たす微粒子がこの場にいる3人の脳を変化させて時の捩れを作ったと巧美は気付く。粒子混入を直接停止させる装置を作動させるため、拳銃でランプを撃てとレニィに叫ぶが、すべてを思い出したレニィはそれを拒み、金属片を投げつけようとした操を止める。巧美は拳銃を奪ってランプを破壊した。
かつて見た幻のように爆発が起こる。しかしイゾルデの破壊の規模は小さく、操も巧美も無事であった。致命傷を負ったレニィが死の間際に2人に語る。「1本の紐の1箇所の短い捩れ（ショート・トゥイスト）を伸ばせば、紐全体に長い捩れ（ロング・トゥイスト）が及ぶ、いずれわかる」と。
その後
操と巧美が「とりっぷ」をすることは2度となく、2人は結婚し、子供や孫に恵まれ、穏やかな老後を過ごした。
過去で、未来で、あらゆる場所で
時に過去の記憶を保持しつつ無限のランダムな輪廻転生を繰り返すうちに「ロング・トゥイスト」の意味に気付く。

## 登場人物
浅倉 操（あさくら みさお）
主人公。1971年11月12日生まれで、物語は彼女が16歳（1988年）から24歳（1996年）の間の出来事を語る。「とりっぷ」を多重人格と診断した医師も認めるほど明るい性格。高校の剣道部員で有段者でもあり、棒でレニィを撃退することも。5歳の頃の意識が未来の自分に入り込んで見た、20歳の巧美がレニィから自分を守る光景を、黒い悪魔に襲われた自分を守る白い（そして科学者のような）王子様の夢として記憶し、王子様にずっと憧れていた。そして16歳で23歳に「とりっぷ」し出会った20歳の巧美がまさにその理想の姿であったこともあり、自然と恋人同士になっていく。妹・菜子（なこ）と父母との4人暮らし。田舎の祖母はすでに死んでしまったが、子供の頃の自分に「とりっぷ」した時に再会できた。巧美、レニィと異なり、彼女が「とりっぷ」するきっかけは特にない。また、3人の無惨な最期を見たのは彼女だけである。
湯沢 巧美（ゆざわ たくみ）
操より3歳年下で、彼女と「出会った」ときは14歳（意識は17歳）であった。知能指数280で、特殊実験学生として才能を伸ばす教育を受け、14歳で3つの博士号を取得した物理学者。学者だった父母は7年前に死亡し、口うるさいおばが家に住み込んで面倒をみていたが、巧美は17歳で独立し第2シンクトロン研究所（略称KE・KK）に勤務する。事故の回避のため研究を重ね、副産物であるはずの「高速強化物質」、「加速粒子によるバリアー」、そして「生体超微粒子（バイオクォーク）理論」やその発見が世界から高く評価される。外見は非常に色白で、毛髪や瞳の色も明るい。小さいときから体が弱く、成長しても激しい運動をすると息が苦しくなる。激しい咳の発作が「とりっぷ」のきっかけとなる。
レニィ
7歳の巧美の父母を15歳の時に殺していることから、巧美より8歳、操より5歳年長。アラブ系と見える外国人。15歳の時に交換留学生として日本に渡った後、17歳の時にはおそらく本国で日本語の勉強をしていた。20代の体に入り込んだ17歳のレニィの意識は操に、巧美への謝罪のために日本へ渡るためと説明したが、本当の目的は巧美を探し出して殺すために日本に渡る必要があったためであろう。機会あるごとに巧美の命を狙うが、その真の理由は最後まで思い出すことができなかった。しかし、生まれる前からの記憶のように巧美や操にいとおしさを感じることがある、と語る。強い光を浴びると「とりっぷ」しやすくなるため、常にサングラスをかけている。

## 備考
本作の執筆にあたり、作者は茨城県つくば市の高エネルギー物理学研究所（KEK。現・高エネルギー加速器研究機構）を訪れ、トリスタン加速器（現在は後継のKEKBが運用されている）の富士実験室などを見学している。
これらは作中に「イゾルデ」「邪馬台実験室」などとして登場しているが、実際の加速器とは無関係の架空の特殊加速器と設定されている。